# Diabolicca (álbum)
Diabolicca es el segundo álbum de estudio de la banda española de heavy metal Ángeles del Infierno y fue publicado en el año 1985 por la compañía discográfica WEA Records.

## Grabación y lanzamiento
Esta producción musical fue grabada en los Estudios Mediterráneo de la ciudad de Ibiza, España, entre febrero y marzo de 1985. Fue producido por Claxon PRD. Fue publicado en el mismo año en formato de disco de vinilo y disco compacto y relanzado en 2002 en el último formato antes mencionado.

## Lista de canciones
Todos los temas fueron escritos por Robert Álvarez y Juan Gallardo.

| Cara A |                             |          |  |
| N.º    | Título                      | Duración |  |
| 1.     | «Fuera de la ley»           | 3:58     |  |
| 2.     | «Con las botas puestas»     | 3:38     |  |
| 3.     | «Dame amor»                 | 3:16     |  |
| 4.     | «Junkie»                    | 3:30     |  |
| 5.     | «Al otro lado del silencio» | 4:25     |  |

| Cara B |                    |          |  |
| N.º    | Título             | Duración |  |
| 6.     | «Héroes del poder» | 3:08     |  |
| 7.     | «Vivo o muerto»    | 2:42     |  |
| 8.     | «Prisionero»       | 4:20     |  |
| 9.     | «No pares»         | 3:16     |  |
| 10.    | «Diabolicca»       | 3:24     |  |
| 36:13  |                    |          |  |

## Sencillos

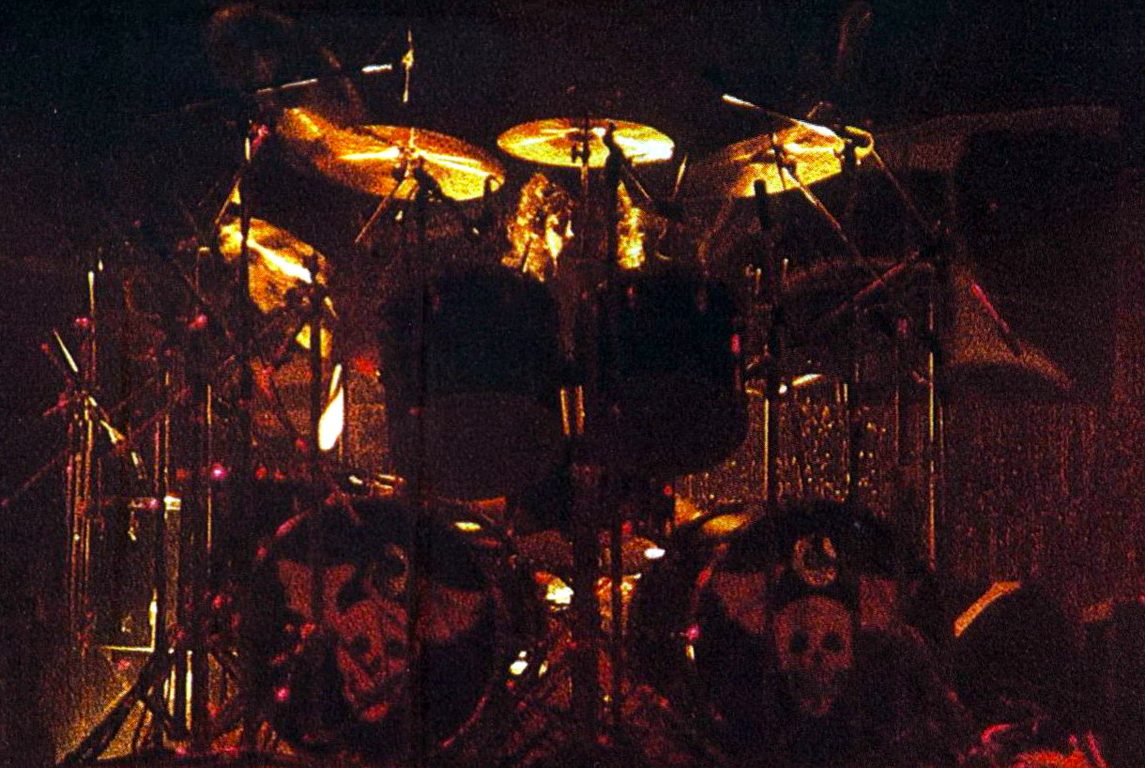
Iñaki Munita en acción durante la gira Diabolicca por España 1985

- «Al otro lado del silencio»
- «Con las botas puestas»
- «Fuera de la ley»

## Créditos

### Ángeles del Infierno
- Juan Gallardo — voz
- Robert Álvarez — guitarra solista
- Manu García — guitarra rítmica y coros
- Santi Rubio — bajo y coros
- Iñaki Munita — batería

### Personal de producción
- Brad Davis — ingeniero de sonido
- Dennis Herman — ingeniero de sonido
- Rufino Vigil — ilustración y diseño de portada y contraportada